# عمر علي (لاعب كرة قدم)
عمر علي لاعب كرة قدم غاني ، ولد في (10 أكتوبر 1992) ، يلعب كلاعب مقيم لصالح نادي مسيمير القطري.
لعب في نادي البدع ونادي الوكرة ونادي مسيمير.

## روابط خارجية
- عمر علي (لاعب كرة قدم غاني) على موقع قاعدة بيانات كرة القدم.إي يو (الإنجليزية)
- عمر علي (لاعب كرة قدم غاني) على موقع Soccerway.com (الإنجليزية)